# (14384) 1990 OH4
A (14384) 1990 OH4 a Naprendszer kisbolygóövében található aszteroida. Henry E. Holt fedezte fel 1990. július 24-én.